# Jan Kruis

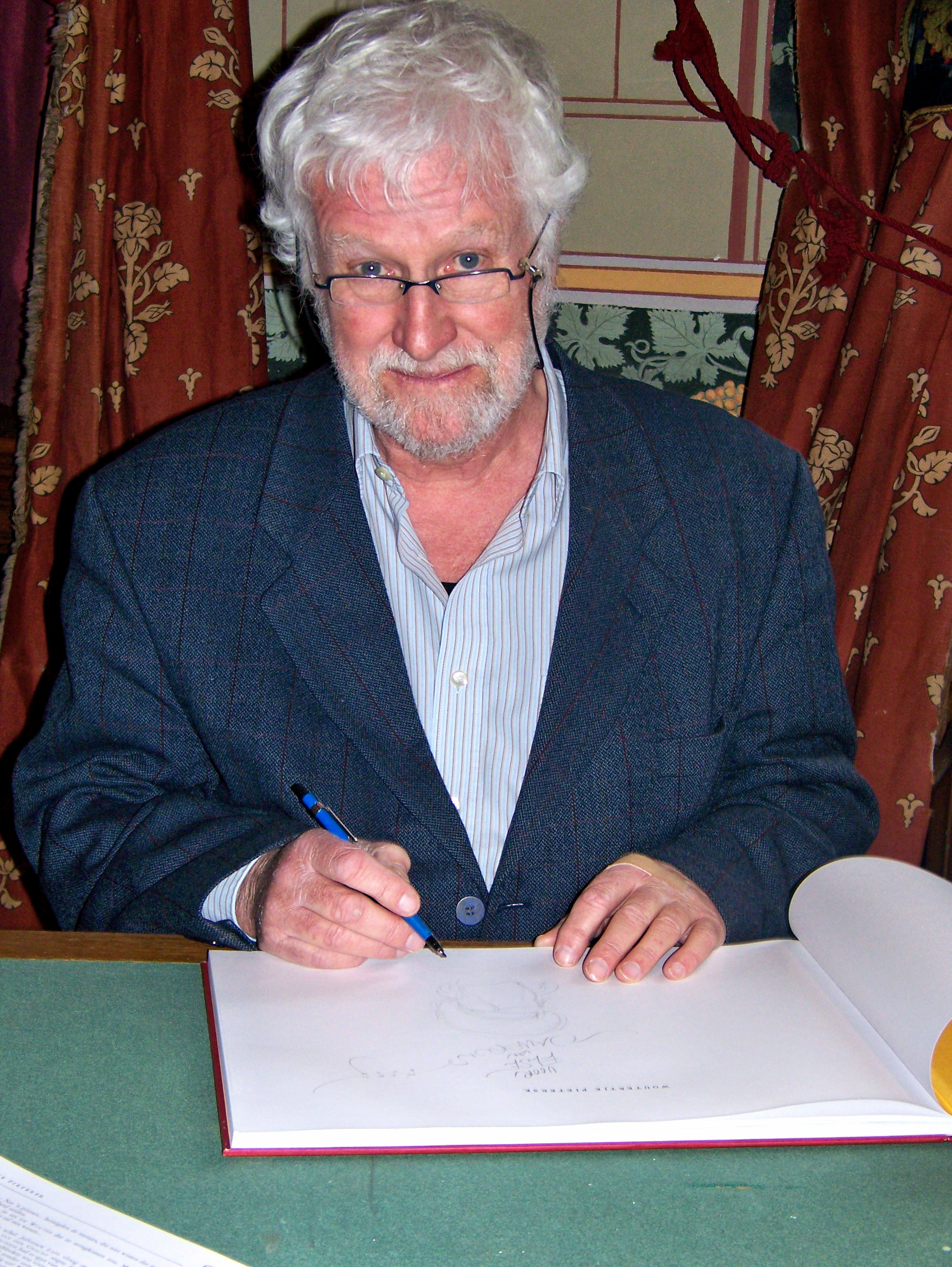
Jan Kruis (2009)

Johannes Andries „Jan“ Kruis (* 8. Juni 1933 in Rotterdam; † 19. Januar 2017 in Mantinge, Provinz Drenthe) war ein niederländischer Comiczeichner und -texter.

## Leben

### Wirken
Kruis begann bereits als Kind, seine ersten Comics zu zeichnen. 1970 schließlich erschien seine Comicserie Jan, Jans en de kinderen zum ersten Mal in der Frauenzeitschrift Libelle. Die humoristische Serie, die – ähnlich wie etwa André Franquins Gaston oder die ersten Bände von Zeps Titeuf-Serie – ausschließlich aus One-Pagers besteht, wurde ein großer Erfolg; alles in allem erschienen 1191 Episoden in insgesamt 27 Alben. In der Deutschschweiz wurde die Serie früher in der Schüler- bzw. Kinder- und Jugendzeitschrift Spick unter dem Namen Familie Tromp veröffentlicht. Die Protagonisten sind dabei der Vater Hans Tromp, die Mutter Hanna, die Töchter Lisa und Lena, der Hund Miggel und die Katzen Otto und Sissy. Der deutsche Favorit-Verlag veröffentlichte 1980 Teile der Serie unter dem Titel Ulli, Ulla und die Kinder.
Seine ersten Sporen verdiente sich Jan Kruis im Studio des niederländischen Comic-Pioniers Marten Toonder.
1986 erfand er den Feiertag Sint Pannekoek.

### Privates
Jan Kruis war seit 1958 mit Els Kruis-van Zanden verheiratet; sie bekamen zwei Töchter, Leontine und Andrea, die gleichfalls Comic-Zeichnerin wurde.

### Ehrungen
1996 wurde Jan Kruis Ritter des Ordens vom Niederländischen Löwen.